# غوردون براون (لاعب كرة قدم)
غوردون براون (بالإنجليزية: Gordon Brown)‏ (21 مارس 1929 في المملكة المتحدة - 15 أغسطس 2010 بنوتنغهام في المملكة المتحدة) هو لاعب كرة قدم بريطاني في مركز نصف الجناح. لعب مع نادي يورك سيتي ونوتينغهام فورست وساتون يونايتد.